# شانتال لادسو
شانتال لادسو (بالفرنسية: Chantal Ladesou)‏ هي ممثلة وممثلة كوميدي فرنسية. ولدت في 5 مايو 1948 في باريس، فرنسا.

## روابط خارجية
- شانتال لادسو على موقع IMDb (الإنجليزية)
- شانتال لادسو على موقع ألو سيني (الفرنسية)
- شانتال لادسو على موقع أول موفي (الإنجليزية)
- شانتال لادسو على موقع ديسكوغز (الإنجليزية)
- شانتال لادسو على موقع قاعدة بيانات الفيلم (الإنجليزية)
- شانتال لادسو على موقع كينوبويسك (الروسية)